# Sveriges lås- och säkerhetsleverantörers riksförbund
Sveriges lås- och säkerhetsleverantörers riksförbund (SLR) är en svensk rikstäckande organisation för lås- och säkerhetsbolag. Organisationen har 155 medlemsföretag med 50 filialer, totalt över 200 lås- och säkerhetsföretag. SLR:s ordförande är Håkan Dosé.
Organisationen startades 1955 och hette då Sveriges låssmedsmästares riksförbund, innan organisationen bytte namn till Sveriges lås- och säkerhetsleverantörers riksförbund. 
Förbundet arbetar bland annat med branschens kompetensförsörjning, samt ger ut tidningen Säkerhetsinstallatören med fyra nummer per år.